# UFC on ESPN: Brunson vs. Holland
UFC on ESPN: Brunson vs. Holland (también conocido como UFC on ESPN 21 y UFC Vegas 22) fue un evento de artes marciales mixtas producido por Ultimate Fighting Championship que tuvo lugar el 20 de marzo de 2021 en las instalaciones del UFC Apex en Enterprise, Nevada, parte del área metropolitana de Las Vegas, Estados Unidos.

## Antecedentes
El combate de peso medio entre Derek Brunson y Kevin Holland fue el plato fuerte del evento.
El combate de peso gallo femenino entre Marion Reneau y la ganadora de The Ultimate Fighter: Heavy Hitters, la ganadora de peso pluma femenino Macy Chiasson, estaba originalmente programada para UFC Fight Night: Overeem vs. Volkov. Sin embargo, durante la semana previa al combate, Reneau fue retirada de la cartelera tras dar positivo por COVID-19. Se esperaba que el combate se mantuviera intacto y se reprogramara para UFC Fight Night: Rozenstruik vs. Gane. El 20 de febrero, debido a la lesión de Chiasson, se reprogramó el emparejamiento.
Se esperaba un combate de peso ligero entre Paul Craig y Jamahal Hill en el evento. Sin embargo, el 10 de marzo, Hill se retiró del combate tras dar positivo por COVID-19. Los responsables de la promoción no lo han confirmado, pero se espera que el emparejamiento se mantenga intacto y se reprograme para un futuro evento.
Se esperaba que el ex Campeón de Peso Wélter de la KSW, Dricus du Plessis, se enfrentara a Trevin Giles en un combate de peso medio en este evento. Sin embargo, du Plessis se retiró por problemas de visa y fue sustituido por Roman Dolidze.
Se ha programado un combate de peso paja femenino entre Kay Hansen y la recién llegada a la promoción Cheyanne Buys. Sin embargo, Hansen se retiró por razones no reveladas y fue sustituida el 12 de marzo por la recién llegada a la promoción Montserrat Ruiz.
En el evento se esperaba un combate de peso gallo entre Johnny Eduardo y Anthony Birchak. Sin embargo, el 15 de marzo, Eduardo se retiró del combate por problemas de visa y el combate se canceló.
Se esperaba que Don'Tale Mayes se enfrentara a Tai Tuivasa en un combate de peso pesado en el evento. Sin embargo, Mayes fue retirado del combate durante la semana previa al evento por razones no reveladas y fue sustituido por el recién llegado a la promoción Harry Hunsucker.
En el pesaje, Jesse Strader pesó 137.5 libras, una libra y media por encima del límite de la pelea de peso gallo sin título. Su combate se desarrolló con un peso acordado y se le impuso una multa del 20% de su bolsa individual, que fue a parar a su oponente Montel Jackson. Mientras tanto, la ex Campeona de Peso Gallo de Invicta FC, Julija Stoliarenko, hizo el peso para su combate contra Julia Avila, pero el concurso fue cancelado debido a problemas de salud, ya que Stoliarenko se desplomó dos veces en la báscula durante sus intentos.
Se esperaba que el combate de peso ligero entre Gregor Gillespie y Brad Riddell fuera el evento principal. Sin embargo, se canceló el día del evento debido a los protocolos de COVID-19.

## Premios de bonificación
Los siguientes luchadores recibieron bonificaciones de $50000 dólares.
- Pelea de la Noche: No se concedió ninguna bonificación.
- Actuación de la Noche: Max Griffin, Adrian Yanez, Grant Dawson y Bruno Gustavo da Silva